# بيتر روبنسون (موسيقي)
بيتر روبنسون (بالإنجليزية: Peter Robinson)‏ هو موسيقي نيوزلندي، ولد في 24 أغسطس 1958، وتوفي في 28 يناير 2016.

## وصلات خارجية
- بيتر روبنسون على موقع ميوزك برينز (الإنجليزية)